# 東亜同文書院大学 (旧制)
東亜同文書院大学（とうあどうぶんしょいんだいがく、英語: The Tung Wen College）は、中華民国上海市に本部を置いていた日本の私立大学である。1939年に設置され、1945年に廃止された。大学の略称は東亜同文書院。

## 概観

### 大学全体
1899年（明治32年）、日本の東亜同文会によって中国（清朝）南京に南京同文書院が設立されていた。この南京同文書院の閉鎖に伴い上海へ移設されて、東亜同文書院大学の前身となる高等教育機関東亜同文書院が設置された。こうした設立経緯などの都合から、東亜同文書院を上海同文書院と通称することがある。
東亜同文書院の中心は商務科であったが、その他に政治科、農工科、中国人を対象とした中華学生部も一時設置されていた。1921年（大正10年）に専門学校に昇格し、1939年（昭和14年）12月には大学に昇格した。1943年（昭和18年）には専門部が付設された。1945年（昭和20年）9月、日本の敗戦に伴い学校施設を中国に接収され、同年閉学した。

### 建学の精神（校訓・理念・学是）
初代院長の根津一は東亜同文書院の創立にあたって「興学要旨」と「立教綱領」を定めた。興学要旨に「中外の實學を講じ、中日の英才を教え、一つは以って中国富強の本を立て、一つは以って中日揖協の根を固む。期するところは中国を保全し、東亜久安の策を定め、宇内永和の計をたつるにあり」とし、立教綱領に「徳教を経となし、聖賢経伝により之を施す。智育を緯とし、中国学生には日本の言語、文章と泰西百科実用の学を、日本学生には、中英の言語文章、及び中外の制度律令、商工務の要をさずく。期するところは各自通達強立、国家有用の士、当世必需の才を為すに有り」としたことは、陽明学的な実用主義的立場が重視されていたことを示す。東亜同文書院では儒教の経学を道徳教育の基礎にすえるとともに、簿記などの実用的な学問を重視した。

### 学風および特色
学生は、（1）日本の各府県が学費を負担する（一部は外務省や南満州鉄道から派遣される）「公費生」、（2）自ら学費を負担する「私費生」で構成されていた。

### 運営
東亜同文書院大学は、東亜同文会が運営する私立大学であった。ただし、東亜同文書院大学の予算表（昭和14年度から昭和18年度）を見ると、収入の約50％が日本政府からの国庫補助金、同じく収入の約25％が日本の各府県から支払われる公費（各府県から派遣される「公費生」の学資金）であり、公的資金が収入の約75％を占めるという特異な私立大学であった。

## 沿革

### 略歴

#### 設立前史
岸田吟香の援助を受け漢口で活動していた荒尾精は、1890年（明治23年）に中国貿易実務者を養成するための日清貿易研究所を上海に設立した。
しかし同所は1894年（明治27年）の日清戦争勃発のため閉鎖を余儀なくされ、荒尾は1896年（明治29年）に台湾訪問中に急病死した。
1898年（明治31年）に結成された東亜同文会は、1899年（明治32年）11月、南京に南京同文書院を設立、城内王府園に分院を置いた。荒尾の同志であった根津一を院長として、医学士の佐々木四方志を幹事に据えて、日本人・イギリス人・中国人など各国の講師を招聘、法律や経済、文学などの分野と英語・日本語・中国語などの語学の授業を行っていた。
しかし、義和団の乱によって、近隣のキリスト教会など周辺地域の治安状況が悪化すると、存続不能に陥ったことから分院を閉鎖して、職員や学生とともに上海へ移転することになった。1901年（明治34年）に上海で新たに根津を院長とする東亜同文書院が設立されると南京同文書院はこれに統合された。

### 年表

#### 私塾時期
- 1899年（明治32年）- 日本の東亜同文会が南京城北に南京同文書院を設立。
- 1901年（明治34年）- 上海に東亜同文書院を設置、5月8日、根津一が日本から学生を引率し到着[4]、26日、上海南市高昌廟桂墅里の校舎で開学式を行う。南京同文書院からの学生と日本からの学生をあわせて第1期生とする。教員は教頭兼監督に菊池謙二郎、以下、木造高俊、根岸佶、森茂、西田龍太、御旗雅文、王廷臣、佐原篤介、チャーレスハンネッキス、少し後に高瀬梅吉である[4]。

- 1902年（明治35年）- 民間有志の拠金や日本政府の補助金を得て、中国からの留学生を対象とする東京同文書院が東京府東京市神田区に設置される。
- 1903年（明治36年）- 8月第3期生より秋季入学となる。
- 1905年（明治38年）- 6月 卒業生に学士称号。
- 1907年（明治40年）- 外務省より3カ年3万円の補助金を受給して、第1回支那調査旅行（大旅行）を実施。
- 1908年（明治41年）-1月 犬養毅来校。10月明治天皇より御下賜金。11月鍋島直大、清浦奎吾来校。
- 1909年（明治42年）- 8月、第9期生が東京で入学式を行い、宮城拝観が許可される。東京同文書院の併設の教育機関として目白中学校 (旧制)開校。
- 1909年（明治43年）- 10月、創立10周年祝賀式を行う。
- 1913年（大正2年）- 7月、第二革命による武装蜂起などの戦禍により、高昌廟桂墅里の校舎と寄宿舎が焼失、長崎県に大村仮校舎で学校再開。10月に上海閘北赫司克而路に仮校舎を設置、一部授業の再開。
- 1914年（大正3年）- 9月農工科設置。
- 1917年（大正6年）- 4月上海徐家匯虹橋路校舎が竣工。
- 1918年（大正7年）- 3月に学生数の増加と校舎増設を決定。中国人学生の日本留学並びに日本人学生の上海就学といった方針を転換、語学よりも学科を重きに据え、上海に中華学生部を設置して中国人学生の就学方針を固める。10月に書院内に職員研究部を設置。政治科募集停止。
- 1919年（大正8年）- 8月に中華学生部の校舎を竣工、校舎増築。
- 1920年（大正9年）- 4月農工科募集停止。9月に中華学生部（商務科）を開設、修学年限を4年として、2年目から商務科の授業を一本化する。

#### 専門学校時期
- 1921年（大正10年）- 政治科廃止。専門学校昇格。
- 1922年（大正11年）- 農工科廃止。東京同文書院閉校。
- 1923年（大正12年）- 3月根津一院長退任。
- 1924年（大正13年）- タゴール来校。
- 1926年（大正15年）- 10月近衛文麿来校。
- 1927年（昭和2年）- 12月胡適特別講義。
- 1928年（昭和3年）- 11月日中学生同居許可。12月殷汝耕講演。
- 1929年（昭和4年）- 6月日犬養毅、頭山満講演。
- 1930年（昭和5年）- 9月中華学生部学生募集停止。11月学生ストライキ。12月第1次学生検挙事件（反戦ビラ配布事件）。
- 1931年（昭和6年）- 4月魯迅特別講義。
- 1932年（昭和7年）- 2月第1次上海事変のため長崎へ疎開。4月上海復帰。
- 1933年（昭和8年）- 3月第2次学生検挙事件。4月芳沢謙吉外務大臣講演。11月上海日本人倶楽部で「大旅行」学生撮影映画会。
- 1934年（昭和9年）- 中華学生部廃止。
- 1935年（昭和10年）- 11月校内に靖亜神社建立。
- 1937年（昭和12年）- 9月から学生志願通訳従軍始まる。 10月長崎仮校舎を設置。11月虹橋路校舎が不審火により焼失。
- 1938年（昭和13年）- 4月上海復帰、徐家匯海格路（ハイコーロ）臨時校舎設置。11月、財団法人東亜同文会の会長（近衛文麿）が外務大臣の有田八郎宛に大学設立趣意書を提出し大学昇格を申請。

#### 東亜同文書院大学
- 1939年（昭和14年）- 2月近衛文隆学生主事就任。12月に大学昇格（東亜同文書院大学認可）[5]。
- 1940年（昭和15年）- 1月に大学予科設置。
- 1941年（昭和16年）- 4月に学部開設（修業年限3年）。
- 1943年（昭和18年）- 4月大学附属専門部設置。12月学徒出陣。
- 1945年（昭和20年）- 5月呉羽分校を設置。9月海格路臨時校舎を中国に接収される。学生の内地引き揚げと他大学への転入がはじまる。11月呉羽分校閉鎖により廃止された。
- 1946年（昭和21年）- 3月東亜同文会解散。4月上海に残留していた学生・教職員が帰国。

## 教育および研究

### 組織

#### 私塾時期

##### 学科
- 政治科

この学科は官吏やマスコミ、あるいは清朝の招聘教員を養成する。修業年限は3年である。開校時は春季入学であったが1903年第3期生から秋季入学となった。1921年廃止。
- 商務科

この学科は中国市場をメインとした国際貿易に携わる人材を養成する。修業年限は3年である。開校時は春季入学であったが1903年第3期生から秋季入学となった。
- 農工科

この学科は中国の農業や鉱業に携わる技術者を養成する。秋季入学3年制である。1914年に設置され、1920年学生募集を停止し、1922年廃止。

#### 専門学校時期

##### 学科
- 商務科

この学科は中国市場をメインとした国際貿易に携わる人材を養成する。春季入学4年制。1942年廃止。

##### 別科
- 中華学生部

この学生部は中国人を対象としたものである。1918年設置が決まり、1921年に開設された。修業年限は予科1年、本科3年である。予科では日本語を学習し、本科は商務科に入り日本人学生と共に学ぶ。日本語を習得している者は商務科1年に編入が可能である。1930年学生募集を停止、1934年廃止されている。

#### 大学時期
- 大学予科-文科

春季入学2年制。
- 学部

春季入学3年制。
- 附属専門部-商科

春季入学3年制。

#### 附属機関

##### 支那研究部（東亜研究部）
1918年10月教職員が中国に関する諸問題を研究するために設置された。1942年東亜研究部に改称。
部内には中国語を専門とする華語研究会、中国に関する統計資料を扱う統計研究室が設けられた。
- 資料の収集、整理、保存。「主要中国雑誌新聞記事索引」を作成する。
- 部員の研究調査旅行。
- 学生の調査旅行（大旅行）を指導する。
- 内外研究団体との交流。
- 研究成果の発表。

###### 主な刊行物
- 『支那研究』第1巻第1号-第23巻第2号通巻第62号、臨時号研究旅行報告輯第1輯-第3輯、1920年8月-1942年5月。

本誌は支那研究部の機関誌で、部員の研究成果が発表された。
- 『東亜研究』第23巻第3号-第25巻第3号第70号、1942年7月-1944年10月。

支那研究部が東亜研究部と改称したのにともない誌名を改めた。
- 『華語月刊』第1号-第119号、1928年7月-1943年11月。

本誌は支那研究部内の華語研究会の機関誌である。会員の研究成果だけではなく、東亜同文書院の中国語試験の問題や模範解答も掲載された中国語学習雑誌でもあった。

##### 附属病院
1923年11月虹橋路校舎内に竣工。コンクリート煉瓦2階建て、137坪。1階に診察室、調剤室、外科室、顕微鏡室、歯科室、患者控え室、2階に病室、看護婦控え室があった。1937年焼失。

##### 附属図書館

###### 虹橋路校舎図書館
1923年11月竣工。コンクリート煉瓦2階建て114坪。1階は支那研究部、教授研究室、2階に閲覧室、事務室が置かれた。別に3階建ての書庫があり、蔵書は10万冊余り。1937年焼失。

###### 海格路臨時校舎図書館
長崎仮校舎時に復興図書委員会を設置して復興資金を募り、満鉄図書館などの図書寄贈も受けて65,000冊を蔵した。1945年、中国に接収された。

##### 物産館
物産館は1932年に中国の民俗資料を収集、展示し一般に公開するために虹橋路校舎内に設置されたもので、収蔵資料は8千点に及んだ。中華学生部校舎を使用した。1937年焼失。

##### 靖亜神社
靖亜神社は1934年に近衛篤麿、荒尾精、根津一を主神とし、中国での活動の中で斃れた日清貿易研究所や南京同文書院を含めた関係者、同窓を合祀して虹橋路校舎内に建立された。
1937年虹橋路校舎焼失後は、海格路校舎内に奉遷され、戦後は1949年埼玉県の東光書院内に再建された。

### 教育

#### 調査旅行（大旅行）
1902年（明治35年）、外務省から根津一院長に対し、中国西北地方におけるロシア勢力の浸透状況についての調査が要請され、根津は第2期卒業生の5人を現地調査に派遣した。彼らの報告書に対し外務省から支払われた謝礼金を基金として、1907年以降は卒業論文のための「支那調査旅行」いわゆる「大旅行」として書院生による現地調査が制度化された。学生たちは数名から5・6名のチームを組んで夏季の2〜3ヶ月程度東アジアや東南アジアを旅行をした。彼らが収集した地域情報をもとに1915年から1921年にかけて『支那省別全誌』全18巻が刊行され、1918年に研究所として支那研究部が新設されると、大旅行はいっそう組織的に実施されるようになった。しかし末期には日本軍が学生に対し情報提供を依頼するケースもあり、これらの事情があいまって大旅行を「スパイ活動」と見なす中国側の疑惑を呼んだとする見方もある。支那調査旅行、中国調査旅行とも。

## 学生生活

### 部活動・クラブ活動・サークル活動

#### 学生運動
1930年（昭和5年）秋、安斎庫治（27期生）は学内に共青団（中国共産党の青年組織）支部を組織、朝日新聞上海総局に勤務していた尾崎秀実と連携しつつ学生運動の中心的指導者となった。さらに彼は中共党員の王学文が指導していた「日支闘争同盟」にも参加し、日本海軍の艦艇乗組員に対する反戦宣伝活動（コミンテルン1928年テーゼも参照）に従事した。この組織には安斎のみならず西里龍夫（26期生）・中西功（29期生）など多くの現役書院生および出身者が参加していたが、同年末上海総領事館警察による弾圧で書院生8名が検挙され同盟は壊滅した。翌1931年春、出獄・復学した中西らにより共青団が再建、同年末には「対支非干渉同盟」が組織され、満州事変から第一次上海事変へと動く情勢（コミンテルン指令1931年）のもとで、中共に入党した書院生を中心に反戦運動が進められた（第6回コミンテルン大会も参照）。しかし1932年（昭和7年）3月には総領事館警察によって書院生19名が再び検挙され、東亜同文書院における反戦運動は終焉した。

## 大学関係者と組織

### 大学関係者組織
- 同窓会滬友会（こゆうかい・滬は上海の別称）

## 施設

### 校舎

#### 高昌廟桂墅里（カオチャンミャオクイシュリ）校舎
- 使用時期：1901年-1913年
- 所在地：上海南市高昌廟桂墅里北緯31度12分07.2秒 東経121度29分08.9秒 / 北緯31.202000度 東経121.485806度

##### 大村仮校舎
- 使用時期： 1913年
- 所在地：長崎県東彼杵郡大村町
- 1年生校舎北緯32度54分44.6秒 東経129度57分10.8秒 / 北緯32.912389度 東経129.953000度

この校舎は正法寺を使用して設置された。
- 2年生校舎北緯32度55分04.2秒 東経129度57分16.1秒 / 北緯32.917833度 東経129.954472度

この校舎は本経寺を使用して設置された。

#### 赫司克而路（ハスケルロ）仮校舎
- 使用時期： 1913年-1917年
- 所在地：上海閘北赫司克而路33号北緯31度15分06.1秒 東経121度28分55.5秒 / 北緯31.251694度 東経121.482083度

この校舎は旧英米烟公司を使用して設置された。

#### 虹橋路（ホンヂャオロ）校舎
- 使用時期：1917年-1937年

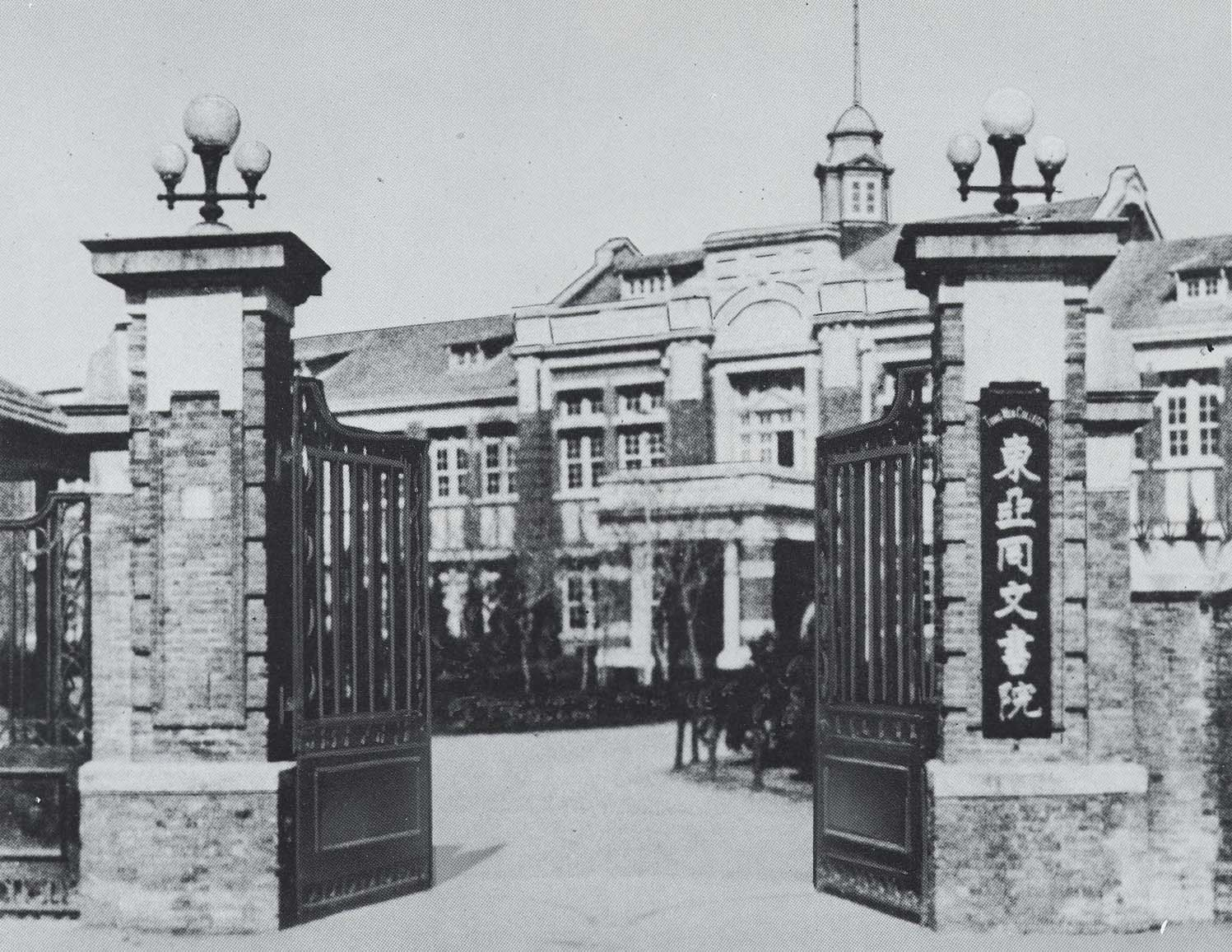
東亜同文書院虹橋路校舎正門

- 所在地：上海徐家匯虹橋路北緯31度11分39.6秒 東経121度25分51.0秒 / 北緯31.194333度 東経121.430833度

この校舎は桑野藤三郎設計によるもので、竣工当初は約33,000平米、虹橋路北側の敷地に本館、教室棟、農工科研究実験室、南寮、北寮、食堂、学生倶楽部、浴場、医局があり、南側の敷地には教職員住宅3棟と倶楽部1棟があった。後に周辺の土地を購入して拡張し、運動場、中華学生部、図書館などを増設した。
1937年8月第2次上海事変の影響を受けて中国に接収され、同年11月3日から9日にかけて中国兵に放火され焼失した。

##### 長崎仮校舎
- 使用時期：1937年-1938年
- 所在地：長崎県長崎市桜馬場北緯32度45分14.9秒 東経129度53分27.0秒 / 北緯32.754139度 東経129.890833度

虹橋路校舎を中国に接収されたために旧長崎女子師範学校校舎を使用して設置された。

#### 海格路（ハイコーロ）臨時校舎
- 使用時期：1938年-1945年
- 所在地：上海徐家匯海格路北緯31度11分56.5秒 東経121度26分05.2秒 / 北緯31.199028度 東経121.434778度

この校舎は交通大学校舎を使用して設置された。

##### 大学附属専門部校舎
- 使用期間：1943年4月-1943年10月
- 所在地：上海楊樹浦軍工路北緯31度17分22.2秒 東経121度33分13.2秒 / 北緯31.289500度 東経121.553667度

この校舎は滬江大学校舎を使用して設置された。同施設を海軍が使用することになり、大学附属専門部は海格路臨時校舎に移った。

#### 呉羽分校
- 使用時期： 1945年5月−同年11月
- 所在地：富山県婦負郡呉羽村小竹北緯36度43分00.6秒 東経137度09分51.1秒 / 北緯36.716833度 東経137.164194度

この校舎は戦況悪化によって上海へ渡航することができなくなった新入生のために呉羽航空機呉羽工場（後の呉羽工業。元・呉羽紡績呉羽工場）の施設の一部を借用して設置された。7月25日開校（教職員13名・内地入学生177名）、日課は学徒動員作業4時間、授業3時間とされていた。8月2日、富山大空襲後直ちに学生救援隊を組織し活動。8月16日より休校。10月15日再開するが11月15日に授業打切り、学生（240名）帰郷。12月に廃校が決定し翌年2月10日まで残務処理を行う。

### 学生会館
1923年11月竣工。煉瓦2階建て、154坪。1階は喫茶室、娯楽室、社交室、応接室、理髪室、写真暗室、2階は催事用ホール。1937年焼失。

### 寮
東亜同文書院は全寮制であった。

#### 高昌廟桂墅里校舎学生寮
- 南寮

この寮は木造2階建て18室（2棟からなっており1棟は9室と思われる）、1階は自習室、2階は寝室。1913年焼失。
- 北寮

この寮は木造2階建て12室、1階は自習室、2階は寝室。1913年焼失。
- 東寮

この寮は1903年竣工されたもので木造2階建て14室、1階は自習室、2階は寝室。当時の東亜同文書院は3年制であったが、開校時の南寮と北寮だけでは2学年分200名程度しか収容できなかったため、新入生を迎えるためにこの寮が新築された。1913年焼失。

#### 虹橋路校舎学生寮
- 南寮
- 北寮

南寮と北寮は1917年虹橋路校舎竣工時のものである。各40室、1階に自習室、2階は寝室。1937年焼失。
- 日本学生寮（新寮）

この寮は1919年に建設された。1937年焼失。
- 西寮
- 新寮

西寮と新寮は1925年に建設された。1937年焼失。
- 靖亜寮

この寮は1935年に建設された。1937年焼失。

## 社会との関わり

### 愛知大学との関係

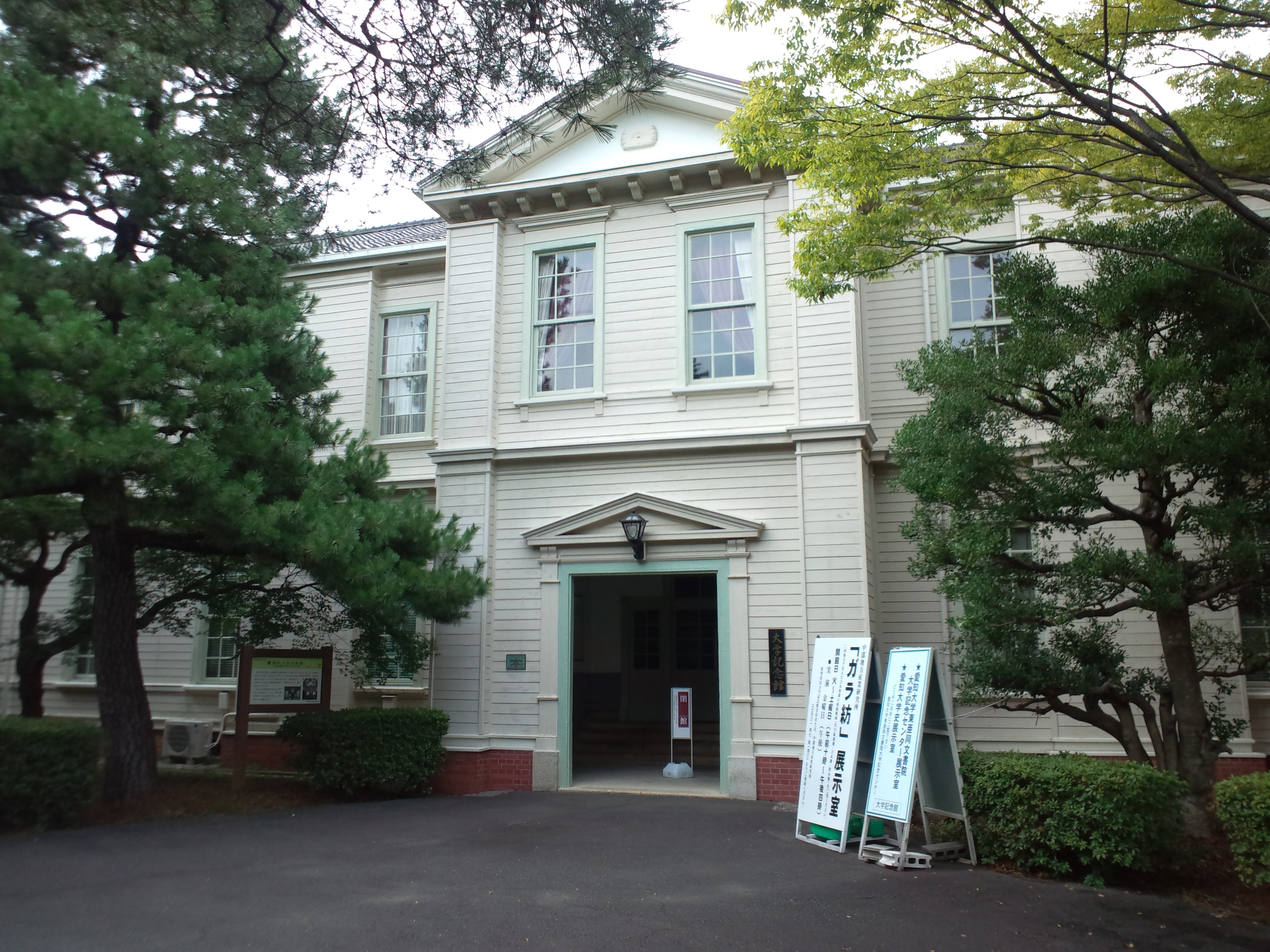
愛知大学東亜同文書院大学記念センターのある愛知大学記念館（愛知県豊橋市）

東亜同文書院大学と愛知大学は別の組織だが、愛知大学は東亜同文書院を前身校と位置づけている。
東亜同文書院大学学長であった本間喜一は、学校の再建を考えて学籍簿と成績簿を上海から持ち帰った。1946年（昭和21年）6月、本間による旧学生・教職員を収容する新大学設立計画が本格化する。しかし、GHQが東亜同文書院大学の復活に難色を示したため、一部の旧教員の就任が見送られることになり、結局、1946年（昭和21年）11月に京城帝国大学や台北帝国大学など外地の学校から引き揚げて来た学生・教職員も含めて愛知大学（旧制大学）が設立された。しかし、愛知大学は東亜同文書院の学籍簿と成績簿を保管して東亜同文書院大学の卒業生の卒業証明書などの発行事務を行っており、実質的な後身校となった。
また、愛知大学は東亜同文書院大学が進めていた華日辞典編纂事業を引き継いで『中日大辞典』を刊行し、さらに1993年（平成5年）には愛知大学東亜同文書院大学記念センターを設立して東亜同文書院関係資料の収集整理ならびに研究を進めている。